# Lekkoatletyka na Letnich Igrzyskach Paraolimpijskich 2012 – 400 metrów T11 mężczyzn
W biegu na 400 metrów kl. T11 mężczyzn podczas Letnich Igrzysk Paraolimpijskich 2012 rywalizowało ze sobą 12 zawodników. W konkursie udział wzięły osoby niewidome lub bardzo słabo widzące.

## Wyniki

### Eliminacje
Bieg 1
| Poz. | Zawodnik                | Narodowość | Rezultat | Uwagi |
| ---- | ----------------------- | ---------- | -------- | ----- |
| 1    | Jose Sayovo Armando     | Angola     | 52,04    | Q     |
| 2    | Gauthier Tresor Makunda | Francja    | 52,08    | q     |
| 3    | Oscar David Herrera     | Wenezuela  | 56,55    |       |
| 4    | Carlos J Barto Silva    | Brazylia   | 56,83    |       |

Bieg 2
| Poz. | Zawodnik                  | Narodowość | Rezultat | Uwagi |
| ---- | ------------------------- | ---------- | -------- | ----- |
| 1    | Daniel Silva              | Brazylia   | 51,41    | Q     |
| 2    | Arian Iznaga              | Kuba       | 53,95    |       |
| 3    | Octavio Angelo Dos Santos | Angola     | 55,09    |       |
|      | Dustin Riley Walsh        | Kanada     | DQ       |       |

Bieg 3
| Poz. | Zawodnik                 | Narodowość | Rezultat | Uwagi |
| ---- | ------------------------ | ---------- | -------- | ----- |
| 1    | Lucas Prado              | Brazylia   | 52,00    | Q     |
| 2    | Ananias Shikongo         | Namibia    | 52,45    |       |
| 3    | Jonathan Peter Dunkerley | Kanada     | 55,27    |       |
| 4    | Pita Rondao Bulande      | Mozambik   | 57,51    |       |

### Finał
| Poz. | Zawodnik                | Narodowość | Rezultat | Uwagi |
| ---- | ----------------------- | ---------- | -------- | ----- |
| 1    | Jose Sayovo Armando     | Angola     | 50,75    |       |
| 2    | Lucas Prado             | Brazylia   | 51,44    |       |
| 3    | Gauthier Tresor Makunda | Francja    | 52,45    |       |
|      | Daniel Silva            | Brazylia   | DNS      |       |